# Burni Labubelenge
Burni Labubelenge är ett berg i Indonesien.   Det ligger i provinsen Sumatera Utara, i den västra delen av landet, 1 500 km nordväst om huvudstaden Jakarta. Toppen på Burni Labubelenge är 1 782 meter över havet, eller 136 meter över den omgivande terrängen. Bredden vid basen är 3,5 km.
Terrängen runt Burni Labubelenge är kuperad åt nordväst, men åt sydost är den bergig.Runt Burni Labubelenge är det mycket glesbefolkat, med 3 invånare per kvadratkilometer. I omgivningarna runt Burni Labubelenge växer i huvudsak städsegrön lövskog.